# Animal Equality
Animal Equality è un'organizzazione internazionale non-profit per la difesa dei diritti degli animali.

## Storia
Animal Equality interagisce con i cittadini, i governi e le aziende allo scopo di porre fine alla crudeltà sugli animali allevati a scopo alimentare. Le sue sedi si trovano negli Stati Uniti, nel Regno Unito, in Messico, Brasile, Spagna, Italia, Germania e India.
Fondata nel 2006 da Sharon Núñez Gough, Jose Valle e Javier Moreno a Madrid, l’organizzazione si è posta fin da subito un obiettivo preciso: la fine del maltrattamento sugli animali.
Animal Equality opera in quattro continenti ed è una delle realtà più efficaci al mondo nella denuncia delle condizioni degli animali da reddito. L’organizzazione agisce nei Paesi che offrono maggiori opportunità di creare un cambiamento della società sistemico e duraturo nel proprio rapporto con gli animali, lavorando con i governi, le aziende e la società civile per realizzare la sua visione: un mondo in cui tutti gli animali siano protetti e rispettati.
Parità e inclusione sono tra i valori fondanti di Animal Equality, impegnata da sempre a formare un’organizzazione plurale per quanto riguarda etnia, orientamento sessuale, religione, età, genere, disabilità o qualsiasi altro aspetto dell’individualità. Il suo personale è internazionale e accoglie 13 paesi diversi e 4 continenti, di cui il 60% è costituito da donne. Le donne detengono inoltre il 70% degli incarichi di leadership e l’organizzazione assume sempre personale del posto per massimizzare l’impatto dei progetti a livello locale.

## Animal Equality Italia
Animal Equality Italia è stata fondata nel 2012 da Matteo Cupi con la mission di difendere gli animali anche in Italia. Da allora, l’entusiasmo e l’impegno in questa missione hanno permesso all’organizzazione di diventare una realtà affermata ed efficace nel promuovere informazione e scelte consapevoli nonché nel confronto con aziende, governo e società civile.
Animal Equality Italia è regolarmente iscritta al Registro Regionale delle organizzazioni di volontariato della Lombardia (iscrizione n° M-816, decreto 1166/2017 del 12/05/2017). È inoltre ufficialmente registrata presso l’Istituto Italiano della Donazione, aderendo al programma Io dono sicuro per la certificazione della trasparenza dovuta ai donatori e alle istituzioni italiane.
L’approccio utilizzato da Animal Equality è multidimensionale e agisce in combinazione su quattro diverse aree strategiche per garantire progressi concreti per gli animali.

## Inchieste
Le investigazioni sono lo strumento preferenziale dell’organizzazione per esporre gli abusi sugli animali che avvengono all’ombra degli allevamenti industriali.
Gli investigatori sotto copertura documentano le crudeltà che avvengono all’interno dei capannoni trovando frequentemente spazio sui media e incoraggiando i consumatori a fare scelte consapevoli quando si tratta di alimentazione.
Tra le inchieste di maggiore impatto in Italia, si può collocare quella svolta insieme a Piergiorgio Giacovazzo, inviato e presentatore del Tg2, in uno stabilimento con centinaia di migliaia di galline allevate in gabbia per la produzione di uova, che ha mostrato animali costretti a vivere in spazi minuscoli, in condizioni igienico sanitarie inaccettabili, tra cadaveri dei propri compagni, topi, feci e sporcizia. L’allevamento ne emerge inoltre infestato dagli acari rossi, che ricoprono l'intera area del capannone e colpiscono quindi anche uova e galline.
Altra video-inchiesta di Animal Equality riguarda Zema S.r.l., azienda della provincia di Cremona che si occupa di macellazione e lavorazione di carni suine. Il reportage, arrivato all'attenzione di molti media, mostra una serie di maltrattamenti sugli animali. E la Procura di Cremona ha deciso di convocare il proprietario dell’azienda in tribunale.
Un altro ambito d’azione è quello su aziende e policymaker, che vengono spinti da Animal Equality ad adottare cambiamenti significativi per gli animali.

## Informazione
Attraverso il materiale raccolto durante le inchieste, Animal Equality svolge campagne di informazione sulla produzione degli alimenti di origine animale. I video provenienti dalle investigazioni sotto copertura vengono diffusi per dare alla società civile la possibilità di scegliere di non partecipare alle pratiche mostrate.
La modalità d’azione è diversificata e combina strategie di sensibilizzazione online e offline.
Oltre a contare su una base di volontari che organizzano eventi in varie città e distribuiscono materiale informativo, l’organizzazione si serve di nuove tecnologie come i social media o la realtà virtuale per massimizzare l’impatto del proprio lavoro e promuovere la compassione verso gli animali in maniera capillare.
Animal Equality offre inoltre una newsletter, LoveVeg, che fornisce ai suoi utenti il supporto di cui hanno bisogno per ridurre o eliminare i prodotti di origine animale dalle proprie diete.
Anche la realtà virtuale ha un peso importante nelle campagne di Animal Equality. L’organizzazione ha infatti messo questa tecnologia al servizio della propria missione con iAnimal, un’esperienza immersiva realizzata attraverso video girati con telecamere a 360° sul brevissimo ciclo di vita di maiali, polli e mucche all’interno degli allevamenti. Celebrità che condividono l’impegno per questa causa, come Peter Egan, Kat Von D ed Evanna Lynch, hanno prestato le proprie voci per questo progetto, che è stato mostrato anche all’interno di università prestigiose come quella di Oxford, Cambridge, Harvard e UCLA.

## Sensibilizzazione aziendale
Nonostante la progressiva diffusione dell’alimentazione a base vegetale, milioni di animali rimangono ancora rinchiusi negli allevamenti intensivi. Per questo motivo Animal Equality agisce anche nell’ambito delle aziende, la cui collaborazione permette risultati più ampi in tempi inferiori rispetto alle scelte alimentari dell’individuo, poiché i grandi produttori e distributori hanno il potere di influenzare la vita di tutti gli animali coinvolti nella loro filiera in maniera pressoché istantanea.
La sensibilizzazione aziendale, in inglese Corporate Outreach, si riferisce a tutte quelle attività volte ad influenzare direttamente le politiche delle aziende. Il dipartimento contatta le maggiori aziende del settore alimentare per convincerle ad adottare delle politiche volte a ridurre la sofferenza degli animali negli allevamenti da cui si riforniscono. Questo può avvenire costruendo una relazione con l’azienda stessa, oppure informando i consumatori sulla mancata attenzione data alle condizioni di vita degli animali e facendo pressione affinché il settore alimentare cambi direzione.
Dalla sua inaugurazione, il dipartimento di sensibilizzazione aziendale di Animal Equality in Italia ha dialogato con oltre 30 grandi aziende convincendole a sottoscrivere impegni pubblici e trasparenti per la cessazione dell’utilizzo o della vendita di uova provenienti da allevamenti in gabbia. Tra queste realtà figurano ad esempio Pam Panorama, Esselunga e Carrefour, Galbusera, Balocco e Paluani.

## Pressione politica
Animal Equality Italia è tra le 19 organizzazioni italiane promotrici dell’iniziativa civile europea “End the Cage Age”, che richiede al Parlamento europeo di bandire definitivamente l’utilizzo delle gabbie in tutta l’Ue. A livello europeo, la campagna è sostenuta da una coalizione di 170 associazioni.
In occasione del lancio dell’iniziativa in Italia, il direttore esecutivo Matteo Cupi è intervenuto con un discorso a Montecitorio per portare a diversi rappresentanti istituzionali la testimonianza di quanto visto negli allevamenti durante la sua lunga esperienza di attivista. La Ministra della Salute allora in carica, Giulia Grillo, si è espressa pubblicamente a sostegno della campagna civile e ha firmato la petizione.
La campagna si è posta l’obiettivo di raccogliere almeno un milione di firme certificate entro le 23:59 dell’11 settembre 2019, data in cui il numero delle firme raccolte ha superato il milione e mezzo.

## Cronologia delle attività e dei successi in Italia
- Giugno 2012 - Animal Equality presenta un’inchiesta che svela la crudeltà della mattanza dei tonni a Carloforte, in Sardegna;
- Novembre 2012 - La catena di supermercati COOP cessa la vendita di foie gras a seguito di una delle inchieste di Animal Equality sulla sua produzione;
- 10 dicembre 2012 - Oltre 60 attivisti si riuniscono di fronte al Pantheon, a Roma, per celebrare la Giornata internazionale per i diritti animali: si tratta della prima manifestazione di questo tipo in Italia, con l’attenzione dei media a livello internazionale;
- Marzo 2013 - Un’inchiesta di Animal Equality Italia rivela immagini di una crudeltà senza precedenti esercitata sugli agnelli negli allevamenti e nei mattatoi. Negli anni successivi a questa investigazione, si è verificato un calo del consumo di carne durante le festività pasquali;
- Marzo 2014 - Viene lanciata la seconda inchiesta sull’industria italiana della carne d’agnello, realizzata con telecamere nascoste. Tra i contenuti mostrati dal filmato vi sono immagini della pesata degli agnelli e della loro successiva macellazione. Dopo la divulgazione del video, 6 famiglie italiane su 10 hanno deciso di rinunciare all’agnello per Pasqua. Il consumo di carne d’agnello in Italia è crollato nel 2014 e si è mantenuto a livelli molto bassi da allora[15];
- Maggio 2014 - Lancio dell’inchiesta sulla crudeltà della macellazione Halal in Italia, in corrispondenza con il giorno della festa del sacrificio di tradizione islamica, l’Eid al-Adha;
- Dicembre 2014 - Durante un’investigazione sulla sofferenza degli agnelli nelle lunghe tratte del trasporto fino al macello, gli attivisti salvano due dei cuccioli e li affidano al rifugio The Green Place per offrire loro una seconda possibilità, nonostante le precarie condizioni di salute dovute al viaggio e alla tenerissima età;
- Dicembre 2014 - A seguito dell’inchiesta sugli allevamenti di conigli in Italia e Spagna, il ristorante londinese The Terrace rimuove la carne di coniglio dal proprio menù;
- Marzo 2015 - Nuovo salvataggio di diversi agnelli destinati alla macellazione;
- Giugno 2015 - Animal Equality collabora con il programma TV Announo e con la giornalista Giulia Innocenzi mostrando a milioni di persone le condizioni scioccanti dei maiali in diversi allevamenti e macelli italiani.
- Aprile 2016 - Animal Equality Italia lancia una nuova inchiesta sulle condizioni di sofferenza estrema dei conigli durante il trasporto e la macellazione;
- Febbraio 2017 - L’investigazione intitolata “Il vero prezzo delle uova”[16] denuncia i maltrattamenti subiti dalle galline allevate in gabbia, in condizioni igienico-sanitarie inquietanti per qualsiasi consumatore. A seguito dell’inchiesta, il presidente di Assoavi ha riportato un crollo delle vendite di uova della durata di un’intera settimana;
- Maggio 2017 - L’attore Tullio Solenghi collabora con Animal Equality in un appello video a festeggiare la Pasqua con compassione, proteggendo gli agnelli dalle crudeli pratiche riportare nelle precedenti inchieste;
- Dicembre 2017 - Gli investigatori di Animal Equality si infiltrano in uno dei 200 mattatoi di ovini italiani autorizzati a macellare gli animali senza praticare lo stordimento: vengono conseguentemente lanciate petizioni per richiedere l’installazione di telecamere a circuito chiuso nei mattatoi italiani nonché leggi più severe per tali strutture[17];
- Gennaio 2018 - Animal Equality presenta un’investigazione in un macello di maiali in Italia;
- Marzo 2018 - Pubblicate le immagini di un’investigazione che riporta la condizione dei macelli di conigli in Italia, in cui leggi e regolamenti vengono sistematicamente ignorati;
- Aprile 2018 - Lancio di una nuova investigazione sugli incubatoi italiani per polli;
- Agosto 2018 - Gli investigatori di Animal Equality Italia ottengono l’accesso esclusivo ad un peschereccio sardo svelando l’ampio ricorso alla pesca a strascico nel Mar Mediterraneo evidenziando le gravi conseguenze della pesca commerciale sull’ecosistema marino e sulla vita di pesci di ogni genere;
- Settembre 2018 - In collaborazione con il Tg2, Animal Equality svela le condizioni di evidente sofferenza delle galline ovaiole in un allevamento italiano, infestate da parassiti;
- Ottobre 2018 - Lancio della campagna collettiva “End the Cage Age”, con l’obiettivo di raccogliere un milione di firme per presentare al Parlamento europeo la richiesta di vietare l’utilizzo di gabbie negli allevamenti dell’Ue;
- Febbraio 2018 - In collaborazione con ENPA, Animal Equality ottiene che il noto produttore avicolo Amadori modifichi il linguaggio delle sue campagne pubblicitarie sulle condizioni dei propri allevamenti di polli, ritenute potenzialmente ingannevoli;
- Ottobre 2019 - La campagna civile europea “End the Cage Age”, promossa da oltre un centinaio di organizzazioni per la difesa degli animali, ottiene oltre un milione e mezzo di firme[14].